# Chorizomma subterraneum
Chorizomma subterraneum là một loài nhện trong họ Dictynidae. Chúng được Eugène Simon miêu tả năm 1872, và chỉ được tìm thấy ở Tây Ban Nha và Pháp.
Chi này ban đầu được xếp vào họ Agelenidae, sau chuyển sang họ Dictynidae năm 1967, và sang họ Hahniidae năm 2017.